# Pīreh Yūsefīān
Pīreh Yūsefīān (persiska: پیره یوسفان, Bareh Yūsofān, Pīreh Yūsefān, پیره یوسفیان) är en ort i Iran.   Den ligger i provinsen Östazarbaijan, i den nordvästra delen av landet, 500 km nordväst om huvudstaden Teheran. Pīreh Yūsefīān ligger 1 643 meter över havet och antalet invånare är 186.
Terrängen runt Pīreh Yūsefīān är kuperad åt sydväst, men åt nordost är den platt.Runt Pīreh Yūsefīān är det ganska glesbefolkat, med 35 invånare per kvadratkilometer. Närmaste större samhälle är Ahar, 13,8 km nordost om Pīreh Yūsefīān. Trakten runt Pīreh Yūsefīān består i huvudsak av gräsmarker.